# 안데스긴털아르마딜로
안데스긴털아르마딜로(Chaetophractus nationi)는 볼리비아에 사는 아르마딜로의 일종이다. 오루로 주의 푸나 지역과 라파즈와 코차밤바에서 발견된다(Gardner, 1993). 노워크(Nowark, 1991)는 볼리비아와 칠레 북부 지역에 분포한다고 기술했다. 파체코(Pacheco, 1995) 등의 최근 논문도 이 종이 페루에서 발견된다고 기술하고 있다. 또한 아르헨티나 북부 지역에서도 서식하는 것으로 추측하고 있다.